# Lunar Orbiter 4
A Lunar Orbiter 4 foi a quarta sonda da série Lunar Orbiter dos Estados Unidos, projetada para orbitar a Lua, após as três sondas anteriores terem concluído as tarefas exigidas para mapeamento e seleção do local para o pouso da Apollo. Foi dado um objetivo mais geral, para "realizar um amplo levantamento fotográfico sistemático das características da superfície lunar, a fim de aumentar o conhecimento científico sobre a sua natureza, origem e processos, e para servir de base para a seleção de locais para estudo científico mais detalhado por missões orbitais e aterragem subsequentes ". Ela também foi equipada para coletar intensidade de radiação, e os dados de impactos de micrometeoritos.

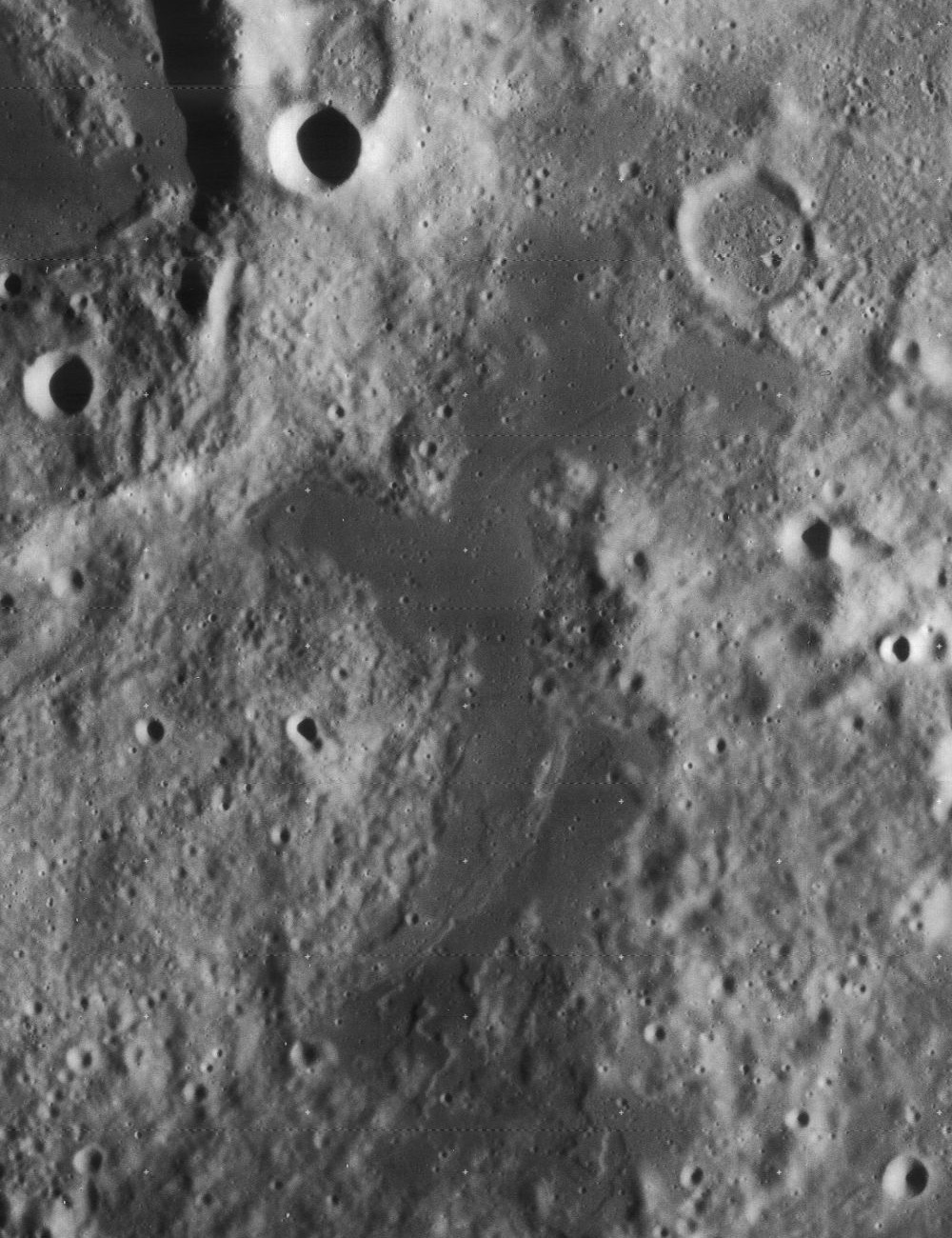
Imagem do Lacus Aestatis feita pela Lunar Orbiter 4.

## Lançamento
A sonda foi lançada com sucesso ao espaço no dia 4 de maio de 1967, às 22:25:00 UTC, por meio de veículo Atlas-Agena D a partir da Estação da Força Aérea de Cabo Canaveral. A sonda foi colocada numa trajetória cislunar e injetado perto de uma órbita lunar elíptica polar alta para aquisição de dados. A órbita era de 2,706 por 6,111 km (1.681 km × 3.797 km) com uma inclinação de 85,5 graus e um período de 12 horas.